# Premierzy Wysp Salomona

## Lista premierów Wysp Salomona
| Osoba | Osoba                               | Kadencja          | Kadencja          | Partia polityczna                                                     |
| #     | Imię i Nazwisko                     | Od                | Do                | Partia polityczna                                                     |
| ----- | ----------------------------------- | ----------------- | ----------------- | --------------------------------------------------------------------- |
| 1     | Sir Peter Kenilorea (1943–2016)     | 7 lipca 1978      | 31 sierpnia 1981  | Zjednoczona Partia Wysp Salomona                                      |
| 2     | Solomon Mamaloni (1943–2000)        | 31 sierpnia 1981  | 19 listopada 1984 | Ludowa Partia Sojuszu                                                 |
| (1)   | Sir Peter Kenilorea (1943–2016)     | 19 listopada 1984 | 1 grudnia 1986    | Zjednoczona Partia Wysp Salomona                                      |
| 3     | Ezekiel Alebua (1947–2022)          | 1 grudnia 1986    | 28 marca 1989     | Zjednoczona Partia Wysp Salomona                                      |
| (2)   | Solomon Mamaloni (1943–2000)        | 28 marca 1989     | 18 czerwca 1993   | Ludowa Partia Sojuszu/ Grupa na rzecz Jedności Narodowej i Pojednania |
| 4     | Sir Francis Billy Hilly (1948–2025) | 18 czerwca 1993   | 7 listopada 1994  | bezpartyjny                                                           |
| (2)   | Solomon Mamaloni (1943–2000)        | 7 listopada 1994  | 27 sierpnia 1997  | Grupa na rzecz Jedności Narodowej i Pojednania                        |
| 5     | Bartholomew Ulufa'alu (1950–2007)   | 27 sierpnia 1997  | 30 czerwca 2000   | Partia Liberalna Wysp Salomona – Sojusz dla zmian Wysp Salomona       |
| 6     | Manasseh Sogavare (1955–)           | 30 czerwca 2000   | 17 grudnia 2001   | Ludowa Partia Postępowa                                               |
| 7     | Sir Allan Kemakeza (1950–)          | 17 grudnia 2001   | 20 kwietnia 2006  | Ludowa Partia Sojuszu                                                 |
| 8     | Snyder Rini (1949–2025)             | 20 kwietnia 2006  | 4 maja 2006       | Stowarzyszenie Niezależnych Członków                                  |
| (6)   | Manasseh Sogavare (1955–)           | 4 maja 2006       | 20 grudnia 2007   | Socjalna Partia Wysp Salomona                                         |
| 9     | Derek Sikua (1959–)                 | 20 grudnia 2007   | 25 sierpnia 2010  | Partia Liberalna Wysp Salomona                                        |
| 10    | Danny Philip (1953–)                | 25 sierpnia 2010  | 16 listopada 2011 | Demokratyczna Partia Reform                                           |
| 11    | Gordon Darcy Lilo (1965–)           | 16 listopada 2011 | 9 grudnia 2014    | Narodowa Koalicja na rzecz Reform i Rozwoju                           |
| (6)   | Manasseh Sogavare (1955–)           | 9 grudnia 2014    | 15 listopada 2017 | bezpartyjny                                                           |
| 12    | Rick Houenipwela (1958–)            | 15 listopada 2017 | 24 kwietnia 2019  | Partia Demokratyczna                                                  |
| (6)   | Manasseh Sogavare (1955–)           | 24 kwietnia 2019  | 2 maja 2024       | Partia Własność, Jedność i Odpowiedzialność                           |
| 13    | Jeremiah Manele (1968–)             | 2 maja 2024       | nadal             | Partia Własność, Jedność i Odpowiedzialność                           |